# Hal Borland
Harold Glen „Hal“ Borland (* 14. Mai 1900 in Sterling, Nebraska; † 22. Februar 1978 in Sharon, Connecticut) war ein amerikanischer Schriftsteller.
Hal Borland schrieb zwischen 1937 und 1943 für die New York Times, anschließend bis 1960 freiberuflich. Das bekannteste Werk seiner vielen Veröffentlichungen ist die Novelle When the Legends Die (1963), die 1972 auch verfilmt wurde.